# Jade Jones
Pour les articles homonymes, voir Jones.
Jade Louise Jones OBE, née le 21 mars 1993 à Bodelwyddan au pays de Galles, est une taekwondoïste galloise. Jade Jones est double championne olympique en -57 kg (2012, 2016), championne olympique de la jeunesse (2010), championne du monde (2019), triple championne d'Europe (2016, 2018, 2021), double médaillée d'or des Jeux européens (2015 et 2023) ainsi que de 8 WT Grands Prix.

## Biographie
Jade Jones est née à Bodelwyddan, au pays de Galles,. C'est grâce à son grand-père qu'elle démarre le taekwondo à l'âge de 8 ans. Scolarisée au lycée Flint, elle s'engage complètement dans sa carrière de taekwondoïste à l'âge de 16 ans. En 2012 Jade Jones est élue personnalité de la BBC Wales Sports. Enfin, elle est élue membre de l'Ordre de l'Empire britannique (MBE) en 2013 , et officier de l'Ordre de l'Empire britannique (OBE) en 2020,.

## Palmarès

### Jeux olympiques
- Médaille d'or des -57 kg aux Jeux olympiques de 2016 à Rio de Janeiro au Brésil.
- Médaille d'or des -57 kg aux Jeux olympiques de 2012 à Londres au Royaume-Uni.
- Médaille d'or des -55 kg aux Jeux olympiques de la jeunesse 2010 à Singapour (Singapour)

### Championnats du monde
- Médaille d'or des -57 kg du Championnats du monde 2019 à Manchester (Royaume-Uni)
- Médaille d'argent des -57 kg du Championnat du monde 2011 à Gyeongju (Corée du Sud)
- Médaille de bronze des -57 kg du Championnat du monde 2022 à Guadalajara (Mexique)
- Médaille de bronze des -57 kg du Championnat du monde 2017 à Muju (Corée du Sud)

### World Taekwondo Grands Prix
- Médaille d'or des -57 kg du Grand Prix 2018 à Manchester (Angleterre)
- Médaille d'or des -57 kg du Grand Prix 2018 à Rome (Italie)
- Médaille d'or des -57 kg du Grand Prix 2017 à Abidjan (Côte-d'Ivoire)
- Médaille d'or des -57 kg du Grand Prix 2017 à Londres (Royaume-Uni)
- Médaille d'or des -57 kg du Grand Prix 2016 à Bakou (Azerbaïdjan)
- Médaille d'or des -57 kg du Grand Prix 2015 à Manchester (Royaume-Uni)
- Médaille d'or des -57 kg du Grand Prix 2015 à Samsun (Turquie)
- Médaille d'or des -57 kg du Grand Prix 2014 à Querétaro (Mexique)
- Médaille d'argent des -57 kg du Grand Prix 2017 à Rabat (Maroc)
- Médaille d'argent des -57 kg du Grand Prix 2015 à Moscou (Russie)
- Médaille d'argent des -57 kg du Grand Prix 2014 à Manchester (Royaume-Uni)
- Médaille d'argent des -57 kg du Grand Prix 2014 à Astana (Kazakhstan)
- Médaille d'argent des -57 kg du Grand Prix 2013 à Manchester (Royaume-Uni)
- Médaille de bronze des -57 kg du Grand Prix 2015 à Mexico (Mexique)

### Championnats d'Europe
- Médaille d'or des -57 kg du Championnat d'Europe 2021 à Sofia (Bulgarie)
- Médaille d'or des -57 kg du Championnat d'Europe 2018 à Kazan (Russie)
- Médaille d'or des -57 kg du Championnat d'Europe 2016 à Montreux (Suisse)
- Médaille d'argent des -57 kg du Championnat d'Europe 2021 à Bari (Italie)
- Médaille d'argent des -57 kg du Championnat d'Europe 2014 à Bakou (Azerbaïdjan)
- Médaille de bronze des -57 kg du Championnat d'Europe 2022 à Manchester (Royaume-Uni)
- Médaille de bronze des -57 kg du Championnat d'Europe 2012 à Manchester (Royaume-Uni)
- Médaille de bronze des -53 kg du Championnat d'Europe 2010 à Saint-Pétersbourg (Russie)

### Jeux européens
- Médaille d'or des -57 kg des Jeux européens de 2023 à Cracovie (Pologne)
- Médaille d'or des -57 kg des Jeux européens de 2015 à Bakou (Azerbaïdjan)

### Championnats d'Europe pour catégories olympiques
- Médaille d'or des -57 kg des Championnats d'Europe pour catégories olympiques 2020 à Sarajevo (Bosnie-Herzégovine)

## Dinstinctions
- Ordre de l'Empire britannique à titre civil : Membre (MBE) en 2013 puis officière (OBE) en 2020.